# Завоювання пустелі

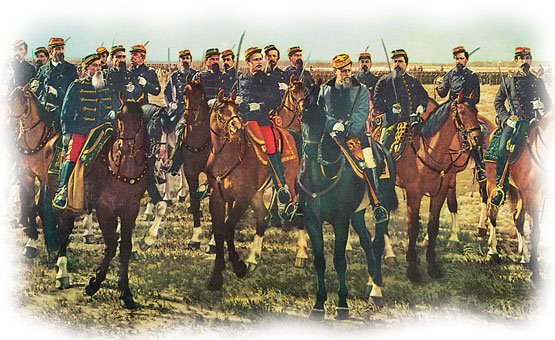
«Завоювання пустелі», художник Хуан Мануель Бланес (1889), на передньому плані генерал Хуліо Рока

Завоювання пустелі (ісп. Conquista del desierto) — військова кампанія уряду Аргентини 1871–1884 років, яку очолював на основному етапі генерал Хуліо Рока, що призвела до встановлення аргентинського панування над Патагонією, населеною індіанськими племенами, з яких найбільший опір загарбникам чинили мапуче (араукани).
«Канонічної» точки зору про завершення кампанії не існує донині — у більшості джерел вказується 1884 рік (конкретніше — 18 жовтня, коли відбулась остання велика битва кампанії — на річці Чубут. Тим не менше, окремі групи індіанців чинили опір аж до 1917 року, однак цей період виділяють в окрему кампанію — завоювання Аргентиною Чако.
Серед іноземних дослідників донині не вщухають суперечки з приводу того, чи вважати Завоювання пустелі цілеспрямованим геноцидом індіанських народів Патагонії чи ж, навпаки, приборканням не надто численних диких племен, які багаторазово нападали на мирних переселенців з північних територій Аргентини й зуміли після встановлення контролю уряду над цими територіями долучитись до світової цивілізації та культури.

## Поява перших європейців у Патагонії
Першими європейцями, що вступили на Патагонський берег, були іспанські мореплавці (а надалі й колоністи), які прибули у ці землі на початку XVI століття. Однак реальні спроби колонізації вживались тільки відносно західного і східного узбережжя Патагонії і завершились невдало, натомість глибинна частина патагонських земель залишалась недослідженою аж до початку XIX століття, хоча окремі експедиції в пампаси упродовж XVI — початку XIX століть і проводились: так, до кінця XVIII століття кордон між «цивілізованим» і «варварським» світами проходив річкою Саладо. До того часу належить і поява аргентинських ковбоїв — гаучо, багато з яких були нащадками від змішаних шлюбів білих з індіанцями, що залишили свої племена і стали батраками на фермах білих.
Ситуація почала різко змінюватись після появи на карті світу незалежної аргентинської держави у 1816 році.

## Ситуація в Патагонії у XIX столітті до Завоювання пустелі

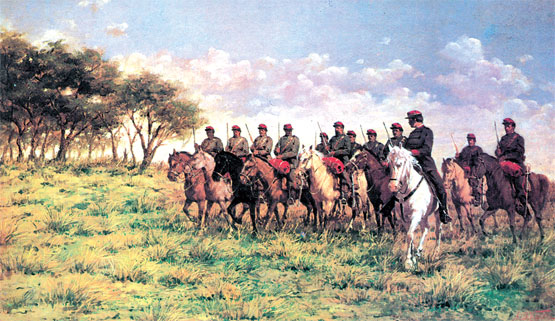
Картина художника Анхель делла Валле, що зображує підготовку піхоти аргентинської армії

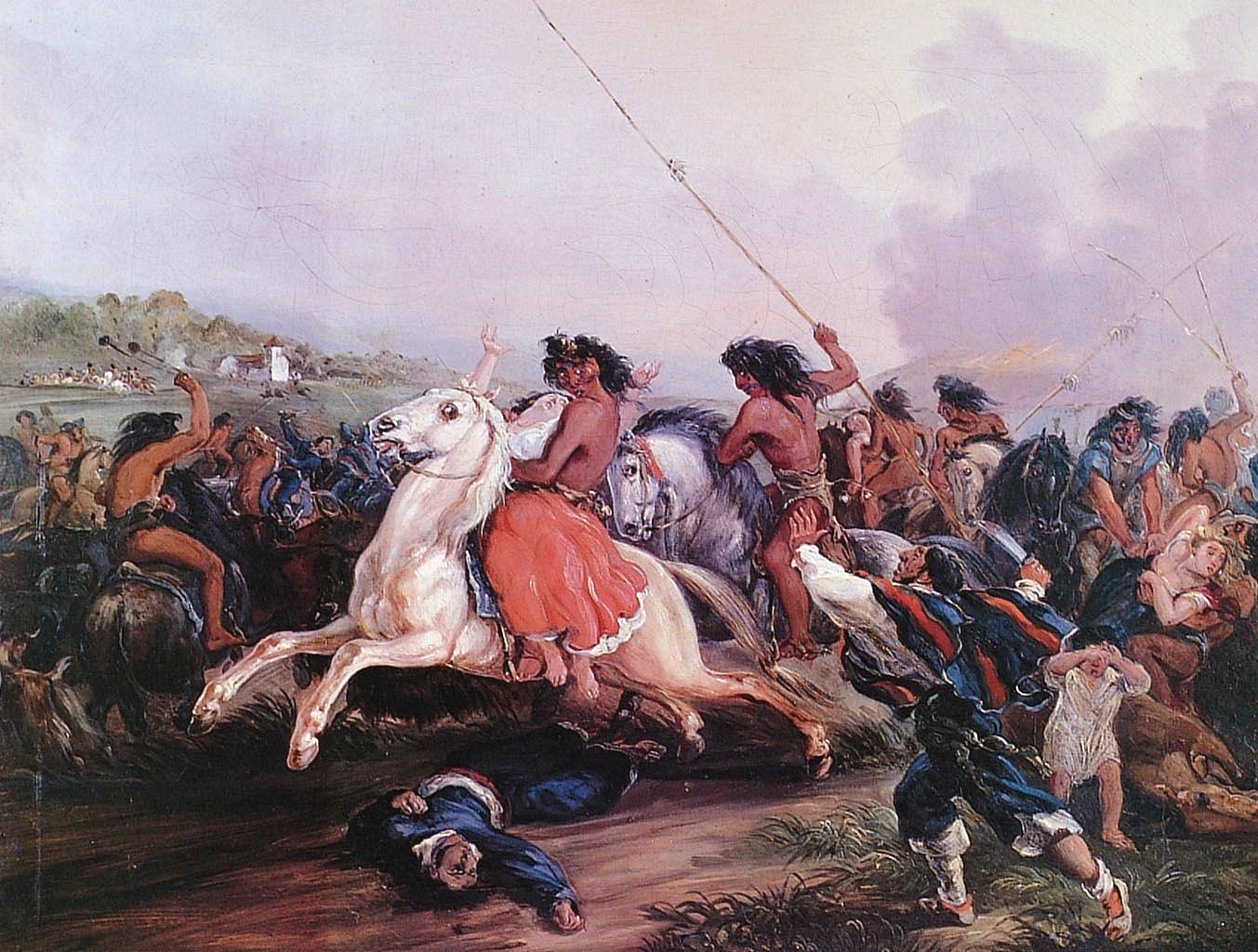
Напад індіанців (1845). Картина художника Йоганн Моріц Ругендас

Після здобуття незалежності від Іспанії аргентинський уряд узявся за поки не надто інтенсивну, але цілеспрямовану реалізацію політики приєднання південних територій, що залишались вільними. Ця політика була продовженням проникнення до Патагонії кінця XVIII століття, яке почалось ще за іспанської колоніальної влади. Індіанців-аборигенів зганяли з обжитих місць, а території, що здавна використовувались ними як племінні мисливські угіддя, перетворювались на пасовища для великої рогатої худоби аргентинських фермерів; тоді ж на цих землях почали з'являтись перші поселення білих людей. Індіанці відповіли на це вторгнення початком справжніх воєнних дій: вони нападали на села, убивали мирних жителів, викрадали чи просто випускали зі стаєнь коней і велику рогату худобу. Щоправда, на початку XIX століття ці дії мали характер скоріше окремих сутичок, аніж справжньої війни, бо кожне індіанське плем'я діяло без зв'язків з рештою та захищало винятково свої інтереси. Тим не менше, вже у цей час аргентинці почали будувати перші військові фортеці у Патагонії з постійними гарнізонами, щоб захищати мирне населення від набігів аборигенів. До того ж, як відомо, після здобуття незалежності Аргентина була однією з найпривабливіших країн для жителів Європи у плані еміграції, а іммігрантам були необхідні нові землі.
Усупереч поширеній думці, кампанія, яку очолював Хуан Мануель де Росас, губернатор Буенос-Айресу, була не першою, а як мінімум четвертою з відносно великих кампаній проти патагонських індіанців, організованих аргентинським урядом у першій половині XIX століття: до неї були кампанія Мартіна Родрігеса у 1820–1824 роках, а також кампанії Федеріко Рауча й ціла низка дрібніших військових операцій. Похід Росаса на Патагонію, що завершився, загалом, так само безславно, як і всі попередні, трохи більше відомий через те, що даний факт згадується у книзі Чарльза Дарвіна «Подорож натураліста на кораблі „Бігль“ 1831–1836 років».
Однак, окрім необхідності у нових територіях для розвитку тваринницького господарства і забезпечення землею іммігрантів, у аргентинського уряду була третя мета завоювання патагонських земель — занепокоєність можливістю їхнього захоплення з боку Чилі, уряд якого приступив до завоювання неосвоєних територій, розташованих на південь від його південного кордону, дещо раніше — у 1845 році чилійці заснували у Магеллановій протоці порт Пунта-Аренас, а з 1861 року їхні військові операції проти індіанців, що проживали на південних кордонах (передусім мапуче) набули більш-менш регулярного характеру. Програючи битви чилійській армії, вожді мапуче при цьому все більше поширювали свій вплив на територію «глибинної» Патагонії, де вони до того моменту складали відносну етнічну меншість, — тобто посилився процес так званої Арауканізації: доволі інтенсивного підкорення мапуче слабких в економічному та військовому сенсі кочових племен й переходу останніх на арауканську мову.
Повноцінне завоювання чилійським урядом земель, що лежать на південь від чилійського кордону, відоме під назвою Умиротворення Арауканії, почалось, як вважає більшість дослідників, у 1869 році. За два роки, у 1871 році, аргентинці також почали вдаватись до більш-менш активних і, головне, регулярних дій проти військ індіанських племен. Однак спочатку військові дії все ще не мали характеру справжньої війни з боку білих. Проте у 1872 році видний арауканський вождь Кальфукура, що вже «прославився» захопленням і розграбуванням у 1859 році прибережного містечка Баїя-Бланка, на чолі справжньої армії чисельністю близько 6000 воїнів здійснив напад на кілька прикордонних аргентинських населених пунктів (Хенераль-Альвеар, Вейнтісінко-де-Майо та Нуеве-де-Хуліо), в результаті чого загинуло понад 300 переселенців (мирних жителів) і було викрадено мінімум 200000 голів великої рогатої худоби. У наслідку ця худоба була перегнана через гірські перевали на колонізовані чилійцями території й частково проданий, а частково виміняний на зброю. Нині існує безперечний доказ того факту, що чилійська влада знала про підготовку рейду Кальфукури, але нічого не зробили для його попередження, ймовірно, бажаючи використати послаблення аргентинського впливу у Патагонії в результаті наслідків цього нападу у своїх інтересах. Згодом армія Кальфукури була переможена аргентинськими військами на чолі з генералом Ігнасіо Рівасом у битві під Сан-Карлос-де-Боліваром. Сам Кальфукура втік із рештками військ до Салінас-Грандеса та невдовзі помер 4 червня 1873 року, з цього моменту почалось стрімке скорочення територій у Патагонії, що перебували під контролем індіанців.

## Початок завоювання пустелі. Кампанія Адольфо Альсіни

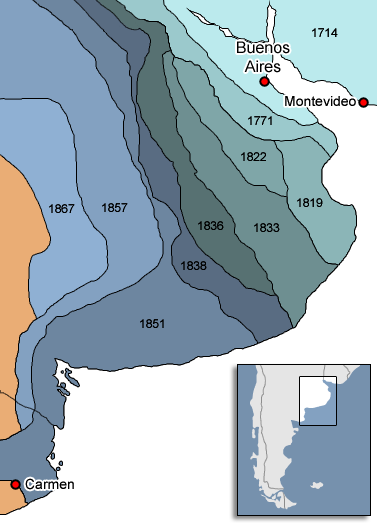
Карта, що показує «просування» аргентинського кордону на півдні Патагонії до зведення Рів Альсіни

Першим іменитим полководцем Патагонської війни став зовсім не Хуліо Рока, а Адольфо Альсіна, який посідав в уряді президента Ніколаса Авельянеди пост військового міністра. Саме під його керівництвом у 1875 році аргентинські війська нарешті почали бойові дії проти патагонських індіанців, що за своїми масштабами нагадували справжню війну. Втім, за твердженням Альсіни (як під час, так і після кампанії), своєю головною метою він ставив саме колонізацію Патагонії та приєднання цих територій до Аргентини (у першу чергу для розведення там великої рогатої худоби), а не фізичне знищення корінного населення.
Тактика Альсіни докорінним чином відрізнялась від тактики його попередників. По-перше він наказав вирити величезний рів завширшки у три, глибиною у два метри, а довжиною — у триста сімдесят чотири кілометри, щоб створити нарешті «заготовку» для повноцінного кордону між уже колонізованими й поки ще «вільними» землями (надалі цей рів було названо на честь полководця — Рів Альсіни (ісп. Zanja del Alshina)). На цій лінії почали зводитись укріплені форти з порівняно великими гарнізонами, а головне — від кожного форту було прокладено телеграфні лінії до Буенос-Айреса, щоб мати миттєвий зв'язок з урядом і доповідати про напади індіанців та крадіжку ними худоби. Окрім того, рів значною мірою заважав успішному перегону худоби індіанцями на «вільні землі», і навіть якщо викрадачі знаходили спосіб успішно переправити худобу через рів, то у підсумку нерідко стикались з аргентинськими військовими патрулями. І все ж, викрадення, й подекуди успішні, тривали.
Незадовго до цього Альсіна досягнув великого, на його думку, дипломатичного успіху — йому вдалось укласти мирну угоду з касіком одного з великих племен на ім'я Хуан Хосе Катріель, відповідно до якої бойові дії буде припинено, а аргентинці почнуть торгувати з індіанцями, продаючи їм худобу і продовольство та дозволяючи охочим оселятись на території, вже колонізованій аргентинцями, й переходити до осілого життя. Однак за досить нетривалий проміжок часу Катріель віроломно порушив цю угоду. Він об'єднав сили свого племені з силами іншого впливового патагонського вождя — Мануеля Намункури — й на чолі доволі великої за чисельністю армії здійснив цілу серію нападів на прикордонні аргентинські форти й населені пункти (Трес-Арройос, Танділь, Асуль тощо), причому ці напади були набагато кривавішими, ніж у 1872 році, й у підсумку унесли куди більше життів білих людей.
Концепція Адольфо Альсіни зазнала фіаско, хоча тут слід зазначити, що окремі касіки вже за часів Альсіни (й надалі за Роки) все ж укладали союзні угоди з аргентинським урядом та залишались відданими йому упродовж всієї війни.
За два роки після початку своєї кампанії Альсіна помер, і пост військового міністра Аргентини посів її майбутній президент, Хуліо Рока.

## Початок широкомасштабних воєнних дій. Кампанія Хуліо Роки

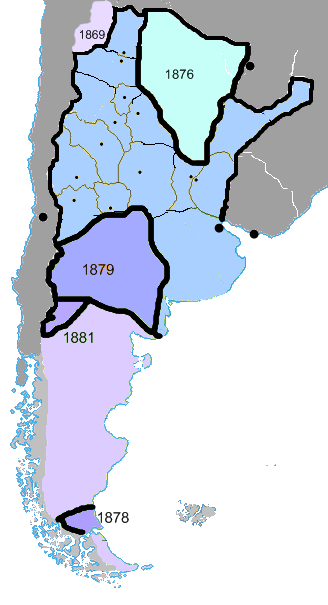
Територіальне зростання аргентинської держави під час активної фази Завоювання пустелі (1876—1881)

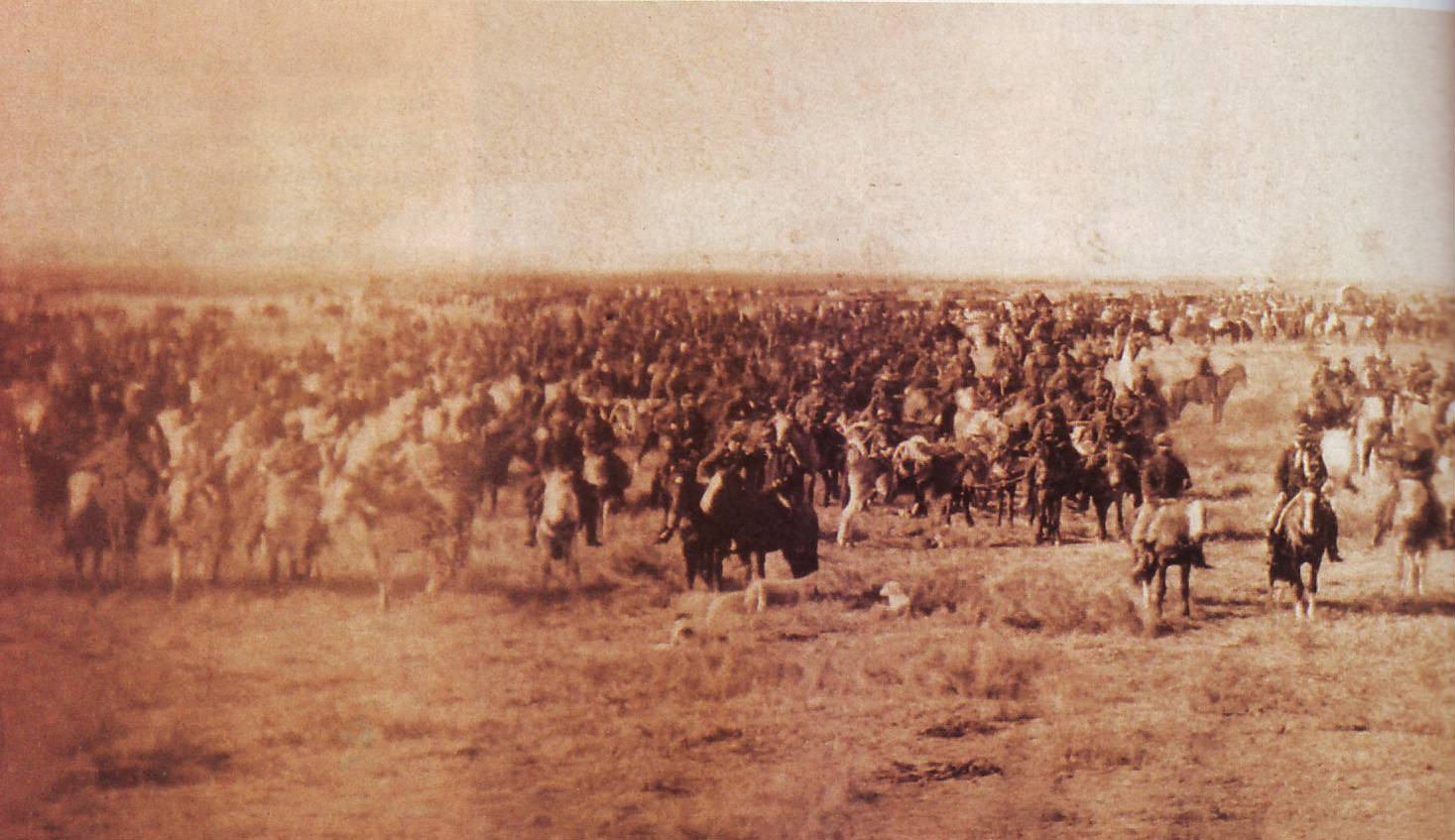
Фото Антоніо Поццо: Армія Аргентини на річці Ріо-Негро. 1879 рік

Стратегія підкорення патагонських земель, сформульована Рокою, докорінно відрізнялась як від дій аргентинських полководців першої половини XIX століття, так і від стратегії його попередника Альсіни. Собі на меті Рока поставив не просто колонізацію земель, а саме фізичне винищення індіанців (або, принаймні, ліквідацію їх як військової сили).
Наприкінці 1878 року було розпочато перший широкомасштабний наступ аргентинської армії на патагонські території — його метою було проникнення у пампу на 300—600 км, щоб завоювати території упритул до річки Ріо-Негро, що у підсумку було успішно здійснено. Індіанців, що проживали на цій території, відповідно до наказу Роки слід було «знищити, підкорити чи вигнати».
На початку 1879 року аргентинські війська чисельністю понад 6000 чоловік, за підтримки численної кавалерії, озброєної закупленими у США гвинтівками «Ремінгтон», під командуванням Роки перейшли у новий наступ, за масштабами набагато більший, ніж усі попередні; на меті було поставлено захоплення території Чоеле-Чоель, і ця мета була досягнута упродовж всього двох місяців — багато в чому тому, що бойовий дух індіанської армії, яка на цей момент являла собою розрізнені загони, був сильно надламаним, внаслідок чого багато вождів здавались зі своїми арміями у полон, майже не чинили опору аргентинцям.
З іншого боку, швидкому успіху аргентинців, окрім колосальної переваги за якістю озброєння, сприяла й досить оригінальна тактика бойових дій, винайдена генералом Рока, — так зване «захоплення мацалками», тобто одночасний напад у кілька точок одночасно з кількох напрямків (армії під його командуванням наступали з провінцій Буенос-Айрес, Кордова, Мендоса і Санта-Фе). Основною метою була територія Чоеле-Чоель, однак до квітня також була захоплена територія Неукен.
В результаті важких поразок, що призвели до захоплення настільки великих територій, багато мапуче, що не бажали жити під аргентинською владою, мігрували через перевал Мамуїль-Малаль і території Курарреве й Пукон на південь нинішнього Чилі, який тоді ще залишався «вільним», де на якийсь час і оселились.
За офіційними даними (що можуть бути сильно заниженими), у період з липня 1878 до квітня 1879 року мінімум 1250 індіанців було убито аргентинськими військами та щонайменше 3000 — взято у полон.
Тим часом у басейнах згаданих вище двох річок та, принаймні, у басейні річки Колорадо аргентинці та емігранти, що прибували до країни, активно засновували нові поселення й форти; до цього ж часу належить початок колонізації валлійськими емігрантами поселень на крайньому півдні Патагонії, поблизу річки Чубут (тієї самої, поблизу якої надалі відбудеться остання велика битва Патагонської війни), що діяли під егідою аргентинського уряду. Ця територія у 1879 році вже фактично перебувала під контролем Аргентини, бувши ізольованою від її основної території.
Таким чином, лише за рік територія аргентинської держави суттєво збільшилась, причому територіальні придбання з економічної точки зору були найціннішими. Однак величезні (нехай і слабо населені та не надто освоєні навіть арауканами) території Півдня ще не були підконтрольними урядові.

## Кульмінація Завоювання пустелі. Кампанія Конрадо Вільєгаса
Після серії перемог над індіанцями генерал Рока став національним героєм Аргентини. У жовтні 1879 року він формально залишив військову кар'єру та розпочав кар'єру політика. В ході виборів у жовтні 1880 року та подальшої революції Рока став президентом Аргентини. Одразу ж після цього йому довелось приборкувати дві повсталі проти його влади провінції країни, але до початку 1881 року політична ситуація стабілізувалась, і він зміг знову, нехай вже й як президент, а не полководець, продовжити реалізацію своєї мети повного завоювання Патагонських земель. Головнокомандувачем на патагонському фронті став полковник Конрадо Вільєгас, який за наказом Роки вже на початку 1881 року почав завоювання Неукена, маючи за кінцеву мету форсування річки Лімай, що було досягнуто вже до кінця року. Тим не менше, незважаючи на велику відсталість та неорганізованість місцевих племен та меншу, у порівнянні з попередніми кампаніями, кількість мапуче у їхніх лавах, місцеві індіанці чинили аргентинським військам запеклий, хоч і безуспішний опір.
У листопаді 1882 року аргентинська армія під командуванням Вільєгаса почала новий етап кампанії — цього разу в Андах. Активні бойові дії на цій ділянці тривали до квітня 1883 року, причому сили аргентинців були куди меншими, ніж у попередніх операціях (не більше 1400 солдат і офіцерів), що не завадило їм порівняно швидко захопити нові значні території.
Заключний етап кампанії припав на листопад 1883-жовтень 1884 років. На початку 1884 року Мануеля Намункури із загоном з 300 воїнів капітулює перед аргентинським урядом.
Остання велика битва Завоювання пустелі відбулась 18 жовтня 1884 року поблизу річки Чубут, перемога дісталась аргентинцям. За два місяці армія з 3000 індіанців під командуванням касіків Інакаяля та Фоєля (яким зберегли життя, а у 1886 році оселили при музеї природничих наук у Ла-Платі) здалась аргентинським військам також на території сучасної провінції Чубут. Й хоча насправді повного підкорення аргентинцями патагонських індіанців ще не сталось (окремі індіанські загони боролись проти уряду аж до початку XX століття, не кажучи вже про те, що низка територій до 1884 року не була завойована), саме ця подія і вважається більшістю істориків завершенням Завоювання пустелі.
1 січня 1885 року Патагонія отримала другого військового губернатора — ним став генерал Лоренсо Вінттер. Першим формально став генерал і письменник Альваро Баррос (був призначений у 1879 році, однак реально до виконання обов'язків приступити так і не зміг).